# FLIX TV
FLIX TV byla česká satelitní televizní společnost působící na území České republiky. Domovskou družicí pro FLIX TV se stal Eutelsat 16A na pozici 16° východně. Tato pozice je určena pro platformy v regionu střední a východní Evropy.
Zákazníci si mohou vybrat mezi službou se smlouvou s vázaností na 24 měsíců a předplacenou kartou (FlexKarta). Výhodou první varianty je získání veškerého vybavení pro příjem a garance ceny. Druhá varianta funguje na základně předplatného, což ocení zejména chataři a zájemci, kteří nevyužívají televizi celoročně. Na FlexKartě si mohou předplatit programovou nabídku např. na jeden měsíc.
Kompletní nabídka FLIX TV obsahuje 108 programů všech žánrů, z toho 44 v HD kvalitě. Programy jsou seskupeny do dvou programových nabídek a dvou prémiových balíčků.

## Programové nabídky
- Dobrá TV (77 programů / 30 HD)
- Lepší TV (99 programů / 38 HD)

## Prémiové balíčky
- HBO MaxPak (5 programů / 3 HD)
- Aktivní (6 programů / 4 HD)

Na předplacené FlexKartě lze předplatit prémiové balíčky i samostatně bez nutnosti předplacení základní programové nabídky.

## Vybavení pro příjem FLIX TV
Zákazníci si mohou vybrat mezi originální přijímačem, FlixBox, nebo CA modulem, FlixCam. Zařízení zákazníkovi zůstává.
FlixBox je vybaven funkcí FASTSCAN, která umožňuje automatické ladění a seřazení programové nabídky FLIX TV.

## Druhá karta
Pro příjem k více televizím v rámci jedné domácnosti si zákazníci mohou pořídit další dekódovací FlixKarty za fixní měsíční poplatek, na kterých je zkopírována kompletní programová nabídka hlavní karty. Počet dalších karet není omezen.

## Zákaznická zóna
Zákaznická zóna je určena zákazníkům FLIX TV a poskytuje jednoduchý přehled všech aktivovaných služeb a jejich administraci. Zároveň je zde možné online objednávat nebo nakupovat další služby a produkty. Do zákaznické zóny se lze přihlásit pomocí e-mailové adresy/telefonního čísla a hesla.

## Dekódování kanálů
Jako každá satelitní platforma, i FLIX TV své programy kóduje, aby je zajistila před ilegálním příjmem. Satelitní platforma FLIX TV používá kódovací systém Conax.

## Kodek H.265 HEVC
FLIX TV jako první satelitní poskytovatel v ČR a SR poskytuje většinu svých stanic v nejmodernějším obrazovém kodeku H.265 HEVC.